# Angus MacAskill
Angus Mòr MacAskill, né en 1822 ou en 1825 et mort le 8 août 1863, est un géant canadien d'origine écossaise né aux Hébrides extérieures qui a vécu en Nouvelle-Écosse. Surnommé « Big Boy », « Gille Mor », « Black Angus » ou « Giant MacAskill », il a mesuré jusqu'à 2 mètres 36 centimètres et pesé plus de 230 kilos. Il est inhumé sur l'île du Cap-Breton.
Il est mentionné dans le Livre Guinness des records de 1981.

## Biographie
Angus MacAskill est né à Berneray, une île des Hébrides extérieures. Jusqu'à l'âge de trois ans, il vécut à Stornoway avant que sa famille n'émigre en Nouvelle-Écosse, dans la région de la Baie-Sainte-Anne, une région de collines peuplée de descendants d’Écossais et de Français. Enfant, sa croissance est normale. À l'adolescence, il gagne rapidement en taille. À ce sujet, l'historien et archiviste Phyllis Ruth Blakeley (en) rapporte les détails suivants : « Quand le garçon continua à grandir sans cesse, son père suréleva le toit et éleva les plafonds de la cuisine et du salon, mais comme il ne suréleva pas la porte principale, le garçon devait se baisser pour entrer ».
L'historien du Cap-Breton Albert Almon fait mention de l'anecdote suivante que lui a raconté John MacAskill, frère cadet d'Angus : un jour, des marins français se moquent d'Angus en pariant qu'il n'est pas capable de soulever une ancre pesant plus d'une tonne. Angus relève le défi, il ne se contente pas seulement de soulever l'ancre mais fait aussi quelques pas sur l'embarcadère en la portant sur son épaule. La légende populaire dit par ailleurs qu'il peut insérer le mât d'une goélette d'une douzaine de mètres de haut aussi facilement qu'un paysan enfonce un poteau dans un trou.
Angus MacAskill est dit d'un naturel avenant et aimable ; cependant, il est rapporté que lors d'un bal à North Sydney où l'équipage auquel Angus appartenait s'était rendu en goélette, Angus s'est assis au bord de la piste de danse, pieds nus. Plusieurs fois, un danseur lui marche sur les orteils, visiblement intentionnellement et déclenchant l'hilarité du public. Au troisième coup de pied, Angus se lève de sa chaise et lance au garçon un coup de poing si puissant qu'il le projette hors de la piste de danse. L'homme reste inconscient si longtemps qu'on se demande s'il est mort. Le capitaine de la goélette raconte qu'il se rend ensuite sur le bateau où il trouve Angus à genoux en train de prier pour le bon rétablissement du garçon.
Bien qu'étant principalement fermier, Angus MacAskill est un passionné de pêche, et le géant sur son bateau de pêche est connu et populaire. C'est lors d'une de ses sorties en mer qu'il est repéré par une goélette yankee dont le capitaine propose à sa famille de devenir son agent pour qu'Angus se produise en spectacle. Les quatre années suivantes, Angus parcourt Terre-Neuve, les États-Unis, Cuba et il est dit aussi l'Angleterre. En 1849, il se produit dans des spectacles du cirque de Phineas Taylor Barnum

## Fin de vie
À la suite de sa tournée, MacAskill revient  en 1853 à Cap-Breton, il y fait l'acquisition d'une minoterie, et ouvre une épicerie (« General Store ») à Englishtown. Il y décède dix ans plus tard au retour d'un voyage à Halifax, probablement d'une encéphalite, à l'âge d'environ 41 ans.

## Anecdote
Dans l'épicerie qu'il a ouverte à la fin de sa vie, quand des clients lui demandent du thé, il leur pose la question : « Je vous sers une livre ou une poignée ? » (« Will you take a pound or a fistful? »). Comme le thé est cher à l'époque, la plupart des clients optent pour une poignée de thé, ne s'apercevant qu'ensuite que la main de MacAskill pouvait prendre une poignée de thé pesant plus d'une livre.

## Sources et liens externes
- Notices dans des dictionnaires ou encyclopédies généralistes :   - Dictionnaire biographique du Canada
  - L'Encyclopédie canadienne
- Notices d'autorité :   - VIAF
  - ISNI
  - LCCN
  - WorldCat
- site web sur Angus MacAskill : (en) http://www.macaskill.com/
- Géants du Royaume-Uni (en) (Giants in the UK) http://www.bibliotecapleyades.net/gigantes/UK6.html
- Site des Musées de la Nouvelle-Écosse (en) Nova Scotia Museum : http://museum.gov.ns.ca/en/home/default.aspx
- (en) The Human Marvels sur http://thehumanmarvels.com/?p=924